# Buchneria sinuata
Buchneria sinuata är en mossdjursart som beskrevs av Harmer 1957. Buchneria sinuata ingår i släktet Buchneria och familjen Lepraliellidae. Inga underarter finns listade i Catalogue of Life.